# جورجيا الصفوية
كانت ولاية جورجيا ولاية تابعة للدولة الصفوية موجودة في مكان دولة جورجيا الحالية. كانت أراضي الولاية مكونة بشكل أساسي من مملكتين تابعتين لشرق جورجيا هما كارتلي وكاخيتي، كما أنها شملت لفترة وجيزة أجزاء من إمارة زامتسخي. كانت مدينة تفليس (تبليسي حاليًا) مركزها الإداري، وقاعدة السلطة الصفوية في الإمارة ومكان إقامة حكام كارتلي. في هذا المكان وجدت أيضًا دار سك العملة الصفوية.
مارس الصفويون حكمهم بشكل أساسي من خلال الموافقة على الملوك الجورجيين من سلالة باغراتيوني الحاكمة أو تعيينهم بشكل مباشر، وفي بعض الأحيان يكون هؤلاء الأشخاص من معتنقي الإسلام الشيعي، ويحكمون بصفة والٍ أو خان. خضعت المملكتان الجورجيتان الشرقيتان للحكم الصفوي في أوائل القرن السادس عشر، لكن معظم الحكام لم يتحولوا إلى الإسلام. كانت تفليس محصنة من قبل قوة عسكرية إيرانية منذ فترة حكم إسماعيل الأول على الأقل، لكن العلاقات بين الجورجيين والصفويين في تلك الفترة حملت على الأغلب سمات السيطرة الإقطاعية. كان داود خان أول حاكم معين من قبل الصفويين، والذي مثل تنصيبه على عرش كارتلي في عام 1562 بداية نحو قرنين ونصف من السيطرة السياسية الإيرانية على جورجيا الشرقية. خلال الفترة ذاتها، سيطر التأثير الثقافي الإيراني على شرق جورجيا.
منذ فترة حكم الشاه طهماسب الأول فصاعدًا (حكم بين عامي 1524 – 1576)، حازت الولاية على أهمية إستراتيجية كبيرة. صعد الكثير من الجورجيين الأصليين، خصوصًا من كارتلي وكاخيتي إلى مناصب مهمة في الدولة الصفوية. وصل هؤلاء الرجال إلى العديد من المراتب الإدارية العليا في المجالين المدني والعسكري، كما دخل عدد كبير من النساء بين حريم الطبقة الحاكمة. بحلول أواخر الحقبة الصفوية، شكل الجورجيون الدعامة الأساسية للجيش الصفوي. يعود وجود مجتمع جورجي كبير في الأراضي الإيرانية الرئيسية إلى فترة سيطرة الدولة الصفوية على جورجيا. بما أن الولاية كانت منطقة حدودية، تمتع ولاة جورجيا باستقلال ذاتي أكثر من بقية ولايات الدولة الصفوية؛ يمكن بالتالي مقارنتها بولاية عربستان (محافظة خوزستان الحالية) في الجزء الجنوبي الغربي من الولاية. كانت ولاية جورجيا واحدة من أربع مناطق إدارية فقط في الدولة الصفوية حيث يُدعى الحكام عادة باسم الوالي.

## تاريخ

### القرن السادس عشر
أخضع الشاه الصفوي الأول إسماعيل الأول (الذي حكم بين عامي 1501 – 1524) مملكتي كارتلي وكاخيتي في أوائل العقد الثاني من القرن السادس عشر. لكن مهمة تثبيت السلطة في إيران شتت انتباهه، وبالتالي لم يحكم قبضته على جورجيا. شن بالفعل عدة غزوات على جورجيا أهمها كانت عام 1518، وهي التي ثبتت مكان جورجيا كولاية تابعة للدولة الصفوية، إضافة إلى عام 1522 حين دخلت قوة عسكرية صفوية كبيرة إلى تفليس، لكن ولاية جورجيا المحكومة من قبل حكام يعينهم الصفويون لم تتخذ شكلها النهائي حتى وصول طهماسب الأول (الذي حكم بين عامي 1524 – 1576) ابن إسماعيل الأول إلى الحكم.
اتخذ طهماسب الأول خطوات فعالة لضم جورجيا إلى الحكم الصفوي. أدت حملاته العسكرية الأربع ضد لوارساب الأول ملك كارتلي (1540 – 1541 ثم 1546 – 1547 ثم 1551 ثم 1553 – 1554) إلى إعادة احتلال كارتلي، وتمركز قوة عسكرية صفوية في تفليس بشكل دائم عام 1551. من نتائج هذه الحملات العسكرية، عدا عن تثبيت سلطة الدولة الصفوية في شرق جورجيا، كانت نقل عدد كبير من أسرى الحرب الجورجيين إلى الأراضي الإيرانية. إضافة إلى ذلك، كثيرًا ما كان أبناء الشخصيات الجورجية البارزة يُنقلون للتربية في بلاط الشاه الصفوي كجزء من علاقة التبعية مع الدولة الصفوية. بدءًا من فترة حكم طهماسب الأول، بدأ الجورجيون بالمشاركة بشكل فعال في تكوين هوية المجتمع الصفوي ولعبوا دورًا كبيرًا في الإدارة المدنية والعسكرية. عُرف هذا المكون العرقي الجديد في الدولة الصفوية لاحقًا في السجلات التاريخية باسم «القوة الثالثة» إلى جانب «العنصرين الأساسيين» للدولة الصفوية، وهما الفرس والتركمان.
في عام 1551، سيطر الصفويون على الجزء الشرقي من إمارة زامتسخي. في عام 1555 وخلال فترة حكم طهماسب الأول، وُقعت اتفاقية أماسيا للسلام مع الإمبراطورية العثمانية المجاورة. تبعًا لشروط الاتفاقية، بقيت جورجيا الشرقية (ومن ضمنها زامتسخي الشرقية) في الأيدي الإيرانية في حين انتهى الأمر بجورجيا الغربية (ومن ضمنها زامتسخي الغربية) في أيدي العثمانيين. من أجل تسريع عملية الضم إلى الدولة الصفوية، فرض طهماسب الأول إنشاء عدد من المؤسسات السياسية والاجتماعية الإيرانية مثل الفرمانات ثنائية اللغة التي صدرت باللغتين الجورجية والفارسية، وذلك بهدف تثبيت مكانة اللغة الفارسية باعتبارها اللغة الإدارية الرسمية لجورجيا الصفوية. خلال هذه الفترة أيضًا نُصبت الشخصية الملكية الجورجية الأولى كحاكم على عرش تفليس التابع للصفويين، وهو داود خان (1569 – 1578) الذي تحول إلى الإسلام. مثلت هذه الأحداث بداية 250 سنة من السيطرة السياسية الإيرانية على جورجيا الشرقية مع بعض الاستثناءات القصيرة.
في عام 1559، عُين الوزير الإقليمي الأول لحكم أذربيجان، ومُنح سلطة على مقاطعة جورجيا إضافة إلى شيرفان ومن ضمنها شاكي. حمل هؤلاء الوزراء الإقليميون لقب وزير كل، وتلقوا توجيهاتهم من الحكومة المركزية الموجودة في العاصمة الملكية بدلًا من الحاكم المحلي. في خطوة هادفة إلى تخدي السيطرة الصفوية على شرق القوقاز، شن العثمانيون حملة ناجحة هادفة إلى التدخل في الشؤون الجورجية عام 1578. نتيجة لذلك، أطلق الصفويون سراح القائد المتمرد الجورجي شهنواز خان ما مكنه من الانضمام إلى الصراع ضد العثمانيين. على الرغم من أن شهنواز حقق نجاحًا كبيرًا في كارتلي، اعتقلته القوات العثمانية في النهاية ومات أسيرًا في القسطنطينية. في الفترة بين عامي 1580 و1581، أرسلت الحكومة الصفوية قوة عسكرية مصحوبة بمراد خان إلى جورجيا برفقة عدد من صناع المدافع والمواد اللازمة لبناء مدفع. بحلول عام 1582، تمكن العثمانيون من السيطرة على الجزء الشرقي الصفوي من زامتسخي. بسبب عدم قدرته على مقاومة الغزو العثماني، قبل الأمير منوشهر الثاني الجاقلي من زامتسخي السيطرة ال‘يرانية أيضًا وانتقل إلى البلاط الصفوي، حيث أمضى حياته حتى وفاته عام 1614. بحلول تاريخ توقيع معاهدة القسطنطينية عام 1590، فقد الصفويون السيطرة على جورجيا وأُجبروا على الاعتراف بوقوع المنطقة كاملة تحت السيطرة العثمانية.